# رزدر (دهسرد)
رزدر (بالفارسية: رزدر) هي منطقة سكنية تقع في إيران في قسم دهسرد الريفي. يقدر عدد سكانها بـ 35 نسمة .